# NGC 4997
NGC 4997 est une galaxie lenticulaire située dans la constellation de la Vierge. Sa vitesse par rapport au fond diffus cosmologique est de 2 696 ± 29 km/s, ce qui correspond à une distance de Hubble de 39,8 ± 2,8 Mpc (∼130 millions d'al). NGC 4997 a été découverte par l'astronome américain Sherburne Wesley Burnham en 1878.